# First Kill (série de televisão)
First Kill (prt: A Primeira Vítima; bra: Primeira Morte) é uma série de drama adolescente sobrenatural americana criada por Victoria Schwab que estreou em 10 de junho de 2022 na Netflix. A série é baseada no conto de mesmo nome de Schwab. Em agosto de 2022, First Kill foi cancelada após uma temporada.

## Enredo
É hora da vampira adolescente Juliette fazer sua primeira morte para que ela possa tomar seu lugar entre sua poderosa família de vampiros Legado, descendentes diretos matrilineares de Lilith que escolheram ser mordidas pela Serpente no Jardim do Éden. Juliette mira romanticamente em uma nova garota na cidade chamada Calliope, mas fica surpresa quando Calliope – que compartilha seus sentimentos românticos – prova ser uma caçadora de monstros da Guilda dos Guardiões. Ambas acham que a outra não será tão fácil de matar e, infelizmente, muito fácil de se apaixonar.

## Elenco e personagens

### Principal
- Sarah Catherine Hook como Juliette Fairmont
- Imani Lewis como Calliope "Cal" Burns
- Elizabeth Mitchell como Margot, mãe de Juliette
- Aubin Wise como Talia, mãe de Cal
- Gracie Dzienny como Elinor, irmã mais velha de Juliette
- Dominic Goodman como Apollo, irmão mais velho de Cal
- Phillip Mullings, Jr. como Theo, meio-irmão mais velho de Cal
- Jason R. Moore como Jack, pai de Cal

### Recorrente
- Will Swenson como Sebastian, ex-marido humano de Margot
- Jonas Dylan Allen como Ben Wheeler, melhor amigo de Juliette
- MK xyz como Tess Franklin, melhor amiga de Cal
- Joseph D. Reitman como Clayton Cook
- Walnette Santiago como Carmen
- Polly Draper como Davina Atwood, mãe de Margot e governante dos vampiros Legado
- Dylan McNamara como Oliver, irmão mais velho de Juliette e irmão gêmeo de Elinor

Além disso, Roberto Méndez co-estrela como Noah Harrington.

## Episódios
| N.º | Título           | Dirigido por      | Escrito por                       | Lançamento          |
| --- | ---------------- | ----------------- | --------------------------------- | ------------------- |
| 1   | "First Kiss"     | Jet Wilkinson     | Roteiro por : Victoria Schwab     | 10 de junho de 2022 |
| 2   | "First Blood"    | Jet Wilkinson     | Victoria Schwab e Mark Hudis      | 10 de junho de 2022 |
| 3   | "First Fight"    | Eriq La Salle     | Bryce Ahart & Stephanie McFarlane | 10 de junho de 2022 |
| 4   | "First Date"     | Eriq La Salle     | Joy Blake & Italome Ohikhuare     | 10 de junho de 2022 |
| 5   | "First Love"     | Amanda Tapping    | Miguel Nolla                      | 10 de junho de 2022 |
| 6   | "First Severing" | Amanda Tapping    | Mark Hudis                        | 10 de junho de 2022 |
| 7   | "First Goodbye"  | John T. Kretchmer | Joy Blake                         | 10 de junho de 2022 |
| 8   | "First Betrayal" | Salim Akil        | Felicia D. Henderson              | 10 de junho de 2022 |

## Produção

### Desenvolvimento
Em 15 de outubro de 2020, a Netflix deu à produção um pedido de série composto por oito episódios de uma hora de duração. A série é criada por Victoria Schwab, que também produziu ao lado de Felicia D. Henderson, Emma Roberts e Karah Preiss. First Kill é baseada no conto de mesmo nome de Schwab. Schwab e Henderson co-escreveram os episódios. É a primeira produção da empresa Belletrist Productions de Roberts e Preiss. Em 21 de abril de 2021, foi relatado que Jet Wilkinson iria dirigir os dois primeiros episódios da série. A série foi lançada em 10 de junho de 2022. First Kill foi cancelada pela Netflix em agosto de 2022, após uma temporada.

### Seleção de elenco
Em 10 de março de 2021, Sarah Catherine Hook e Imani Lewis foram escaladas para estrelar. Em 27 de maio de 2021, Elizabeth Mitchell, Aubin Wise, Jason R. Moore, Gracie Dzienny, Will Swenson, Phillip Mullings Jr., Dominic Goodman, Dylan McNamara, MK xyz, Jonas Dylan Allen e Roberto Mendez se juntaram ao elenco principal.

### Filmagens
A produção estava programada para começar no final de 2021 em Savannah, Geórgia.

## Recepção
O site agregador de críticas Rotten Tomatoes relatou um índice de aprovação de 57% com uma classificação média de 5.8/10, com base em 21 críticas. O consenso dos críticos do site diz: "Esta novela sáfica sobre o amor vampírico é séria o suficiente para colocar uma estaca nos corações dos fiéis do gênero, mas sua execução desajeitada deixa um sabor que é mais de alho do que doce." O Metacritic, que usa uma média ponderada, atribuiu uma pontuação de 45 em 100 com base em 8 críticas, indicando "críticas mistas ou médias".